# 島根玲子
島根 玲子（しまね れいこ、1984年 - ）は埼玉県川口市出身の女性外交官である。

## 人物
- 公立高校に進学したが、人との付き合いがなじめずに非行を走り、東京を中心に友達とクラブやカラオケボックスに通い、コギャルファッションのスタイルで生活を繰り返す日々。2度の留年と2度の中退まで経験を送った[1]。
- 外交官になるきっかけとなったのは、部屋でテレビを付けて、アニメ「まんが日本昔ばなし」の再放送を流した時にエンディングテーマ「にんげんっていいな」を見て心を驚かせた[2]。大学入学資格検定と大学受験で1年間の猛勉強の結果、見事合格。そして青山学院大学文学部英米文学科に入学。
- 学生時代、フィリピンのセブ島を訪れた時、ストリートチルドレンの姿を見てショックを受ける。その後、東南アジアを中心に20か国訪れる[2]。
- 大学を卒業後、早稲田大学法科大学院に入学。今度は4か月間ケニアでボランティア活動を行い[2]、2010年に司法試験に合格。2011年に外務省に入省。現在はアジア大洋州局地域政策参事官室主査を務める[2]。

## 著書
- 「高校チュータイ外交官のイチからわかる!国際情勢」（2018年、扶桑社）